# 迈森
迈森（德語：Meißen，發音：[ˈmaɪsn̩] ⓘ）是德国萨克森州迈森县的城市，也是迈森县的县治，位于易北河畔，面积30.92平方千米，2023年12月31日人口为29,051人。该市因迈森瓷器、阿爾布雷希特城堡、哥特式建筑邁森主教座堂和邁森聖母教堂而闻名。

## 历史
城市源於早期斯拉夫人聚落“米希尼”（Miśni），居住在此的是达莱明齐人。929年，亨利一世在此建城。968年，邁森教區成立，邁森由邁森主教管轄。繼1559年教區接受宗教改革後，1581年天主教區被取締。天主教區重新創建於1921年，其座堂起先設在包岑，如今在德累斯頓的宮廷教堂。
迈森藩候国亦成立於968年，邁森為首府。1018年，人口1000人的集鎮邁森成為了波列斯瓦夫一世治下的波蘭王國的土地。1032年邁森到了康拉德二世手中。1089年，邁森又被韋廷王朝取得。邁森位於日耳曼東進的最前沿，即日耳曼在易北河以東斯拉夫農村土地的集中定居點，1332年接受了德國城鎮法。
邁森主教座堂的建設開始於1260年，與阿爾布雷希特城堡建在同一座山上。由此造成生的空間缺乏導致邁森主教座堂是歐洲最小的主教座堂之一。這座教堂也是知名的最純粹的哥特式建築範例之一。
二戰期間，納粹的弗洛森比格集中营的一個分營位於邁森。

## 瓷器
邁森以製造瓷器著稱。迈森瓷器的製造基於當地大量的高嶺土和陶土。邁森瓷器是第一批在東方以外燒造的高品質的瓷器。

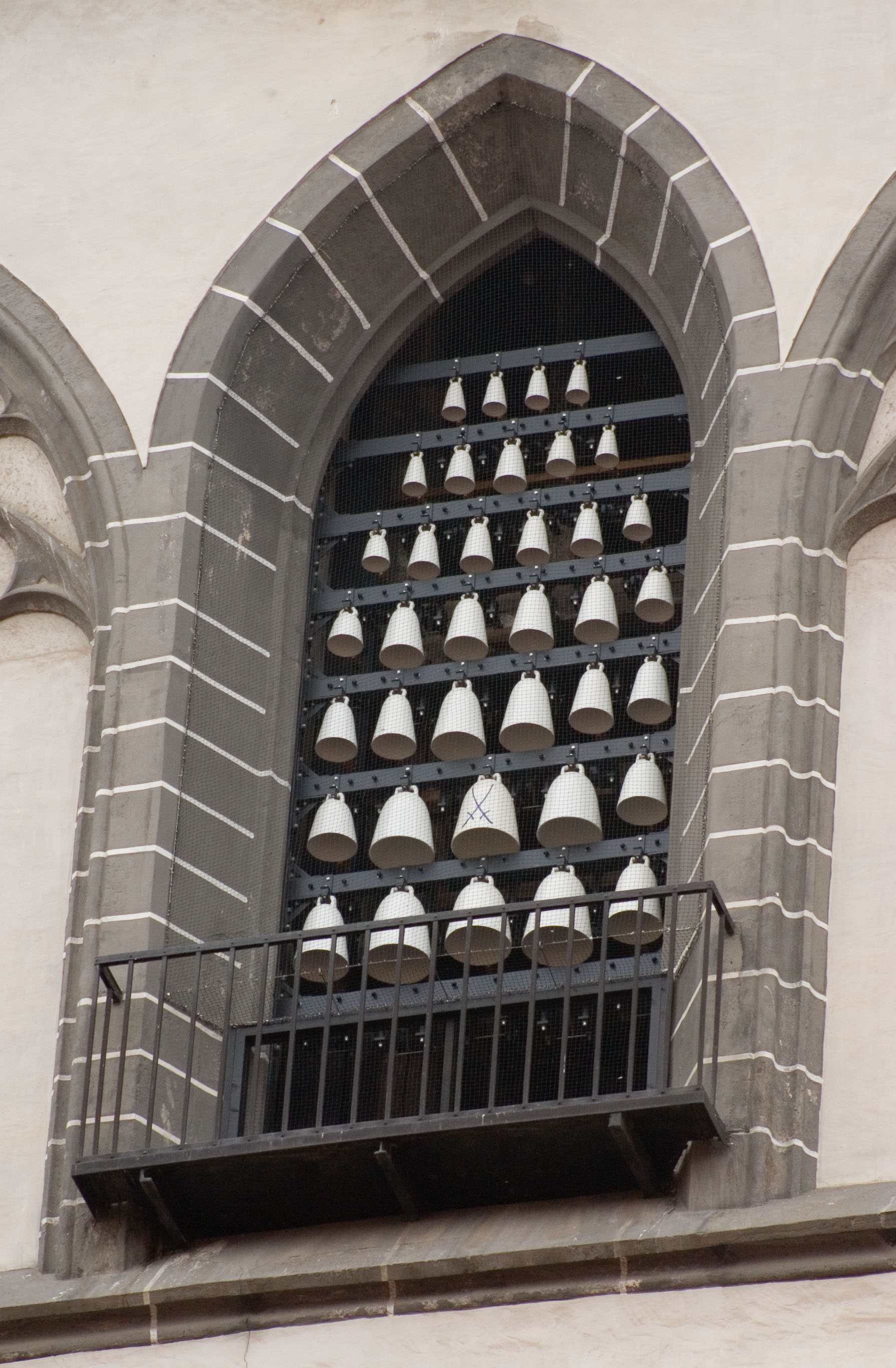
邁森聖母教堂的瓷編鐘

1710年，邁森的阿爾布雷希特城堡開辦了皇家瓷器廠，燒造了歐洲最早製造的瓷器。 1861年，瓷器廠搬遷到邁森的Triebisch河谷，廠址今日仍然可尋。瓷器之外，這裏也生產其他陶器。

## 主要景點

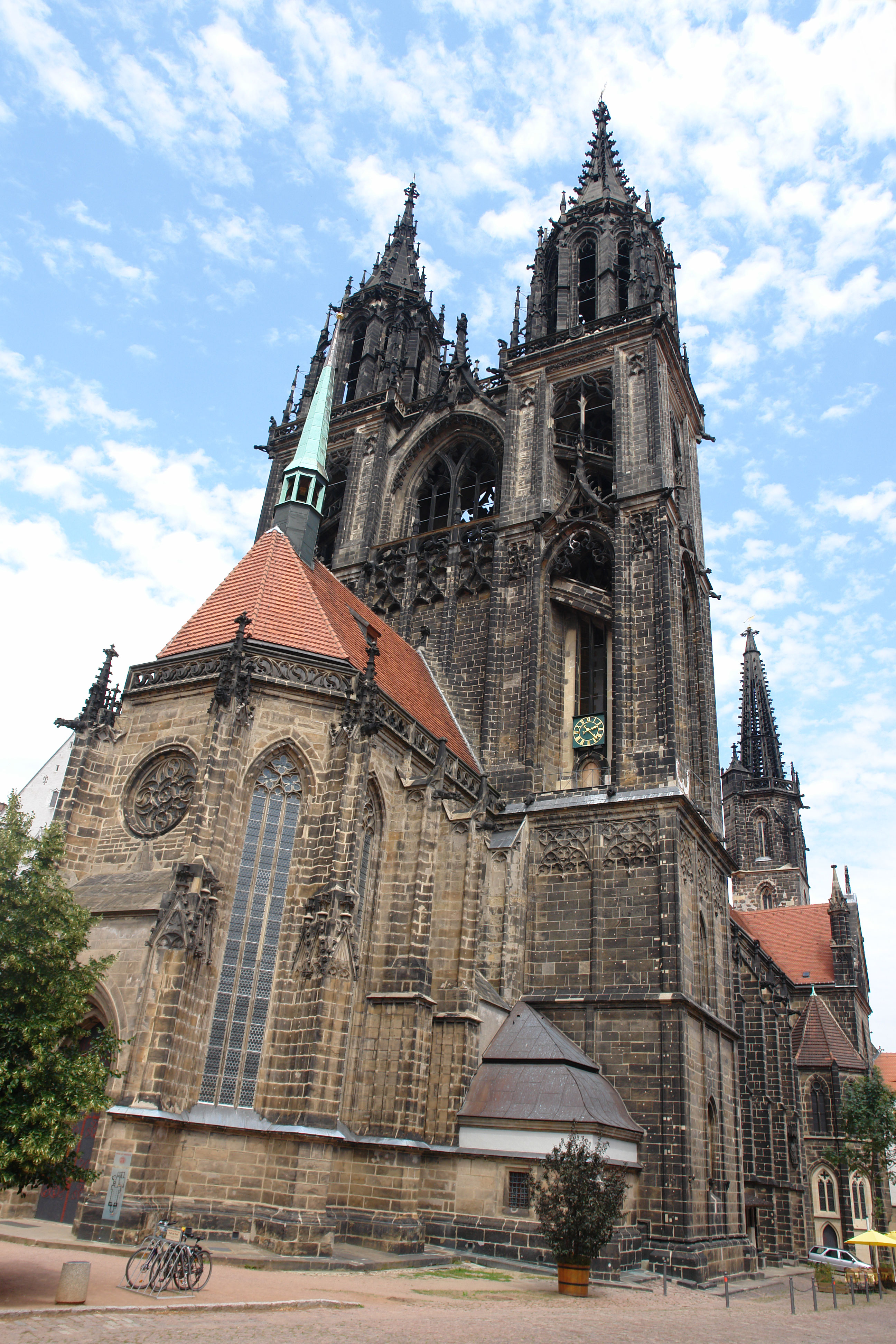
主教座堂

韋廷王朝王室從前的居所阿爾布雷希特城堡，建於1472年至1525年間，是晚期哥特式建築的典範。它在19世紀時重新裝修，繪上了一系列描繪撒克森歷史的壁畫。如今，城堡是一座博物館。附近是13世紀的哥特式建築邁森主教座堂，其私人祈禱處是韋廷家族最有名的埋葬地之一。建有城堡和主教座堂的山丘提供了一個可以鳥瞰老城區的極佳位置。
邁森的歷史文化區大部分位於城堡山腳下，其中有許多文藝復興建築。另外，坐落在老市場的邁森聖母教堂有57米的高塔，從高塔上看到的景色也十分壯觀。這個教堂易與德累斯頓的聖母教堂混淆。它第一次被提及是在1205年主教迪特裏希二世（Bishop Dietrich II ）簽發的契據中。大火燒毀後，1450年重建了晚期哥特式風格的会堂式教堂。其塔容納了世界上第一座瓷鐘琴。琴製造於1929年，正值邁森建鎮1000週年。另一個熱門的旅遊景點是世界著名的邁森瓷器廠。
從春天到秋天，邁森有數個節日，如陶器市場和慶祝葡萄酒收成的酒節（Weinfest）。邁森的葡萄酒產於在城市周圍的易北河谷（Elbtal）的葡萄園，是薩克森州葡萄酒產區之一，也是歐洲最靠北的葡萄酒產區之一。

## 人物
- 约翰·埃利亚斯·施莱格尔（英语：Johann Elias Schlegel），德国戏剧批评家、诗人
- 约翰·阿道夫·施莱格尔（英语：Johann Adolf Schlegel），德国诗人、牧师
- 萨穆埃尔·哈内曼，德国医学家
- 拉尔夫·舒曼，射击运动员、奥运会金牌获得者

## 友好城市
迈森与以下城市结为友好城市：
- 法國 塞纳河畔维特里（1973年）
- 日本 有田町（1979年）
- 德国 费尔巴赫（1987年）
- 捷克 利托梅日采（1996年）
- 希腊 克基拉（1996年）
- 美国 普罗沃（2001年）
- 波蘭 萊格尼察（2017年）